# Deutsche Dreiband-Meisterschaft 1959

Veranstaltungsort: Mitterteich

Die Deutsche Dreiband-Meisterschaft 1959/1 (DDM) war die 26. Ausgabe dieser Turnierserie und fand vom 26. Februar bis 1. März in Mitterteich, Bayern statt.

## Geschichte
Zum ersten Mal in der Geschichte der Deutschen Meisterschaft wurde die Partiedistanz auf 60 Punkte angehoben. Es war auch das erste Mal seit 1950, dass Ernst Rudolph nicht an der Meisterschaft teilnahm.
Wie es dazu kam, dass die kleine oberpfälzische Porzellanstadt mit nur ca. 5000 Einwohnern Austragungsort wurde, ist unbekannt. „König August“, wie Seriensieger August Tiedtke inzwischen genannt wurde, gewann seinen 15. Titel bei diesem Turnier. Der Berliner Rudolph Apelt musste sich nur Tiedtke und Joseph Bücken geschlagen geben und wurde Vizemeister. Bücken und Werner Müller vom Frankfurter Billardclub  lagen am Ende gleichauf (8:8), sodass der Generaldurchschnitt (GD) in der vierten Nachkommastelle über die Platzierung entschied. Tiedtke holte sich erneut die Bestleistungen im GD und Einzeldurchschnitt (ED), diesen sogar gleich zwei Mal, einmal gegen Erich Noppeney aus Aachen und einmal gegen den Solinger Kurt Hartkopf. Für seinen jüngeren Bruder Gert lief das Turnier nicht so gut. Irgendwie fand er seinen Rhythmus nicht und wurde am Ende nur Vorletzter.
Der damalige DBB-Präsident Karlheinz Krienen war, ebenso wie die Spieler und Zuschauer, von dem Turnier derart begeistert, dass er sogar die Ausrichtung eines internationalen Turniers in Aussicht stellte. Es kam jedoch nicht dazu, und so blieb dies das einzige bedeutende Turnier der Stadt.
Die Spieler hatten die Möglichkeit, während der Turnierpause und organisiert vom Ausrichtenden örtlichen Billardclub, die örtliche Porzellanmanufaktur und andere Sehenswürdigkeiten zu besichtigen.

## Modus
Es spielte „Jeder gegen Jeden“ (Round Robin) auf 60 Punkte mit Nachstoß.

## Abschlusstabelle
| MP    | Match Points (Sieger = 2; Unentschieden = 1; Verlierer = 0) |
| Pkte. | Erzielte Karambolagen                                       |
| Aufn. | Benötigte Versuche                                          |
| GD    | Generaldurchschnitt                                         |
| BED   | Bester Einzeldurchschnitt eines Spielers                    |
| HS    | Höchstserie                                                 |
|       | Bester GD des Turniers                                      |
|       | Bester ED des Turniers                                      |
|       | Beste HS des Turniers                                       |
|       | 1. Platz (Gold)                                             |
|       | 2. Platz (Silber)                                           |
|       | 3. Platz (Bronze)                                           |

| 1                          | August Tiedtke (Saarbrücken)   | 16:0 | 480 | 601 | 0,798  | 1,132 | 6 |
| 2                          | Rudolf Apelt (Berlin)          | 12:4 | 452 | 726 | 0,622  | 0,800 | 8 |
| 3                          | Norbert Witte (Essen)          | 10:6 | 445 | 724 | 0,614  | 0,937 | 7 |
| 4                          | Werner Müller (Frankfurt/Main) | 8:8  | 427 | 794 | 0,5377 | 0,740 | 7 |
| 5                          | Joseph Bücken (Aachen)         | 8:8  | 397 | 739 | 0,5372 | 0,652 | 6 |
| 6                          | Erich Noppeney (Aachen)        | 8:8  | 425 | 803 | 0,529  | 0,645 | 7 |
| 7                          | Kurt Hartkopf (Solingen)       | 8:8  | 411 | 778 | 0,528  | 0,821 | 8 |
| 8                          | Gert Tiedtke (Saarbrücken)     | 2:14 | 334 | 743 | 0,449  | 0,526 | 4 |
| 9                          | Willibald Knittl (Regensburg)  | 0:16 | 300 | 872 | 0,344  | –     | 6 |
| Turnierdurchschnitt: 0,541 |                                |      |     |     |        |       |   |